# Нолг Виталий Андреевич (Денисов Архип Андреевич)

## Биография
Родился 18 февраля 1906 г. в д. Средняя Вершина Сумки Козьмодемьянского уезда Казанской губернии в православной крестьянской семье горных мари. Крещён 19.02.1906 г. с именем Архип. Фамилию Денисов получил при Советской власти в связи с тем, что происходил из рода, называвшегося Тенис.
В 1921—1928 гг. учился в Козьмодемьянском педагогическом училище, а в 1937—1941 гг. — на физико-математическом факультете Московского областного педагогического института.
В конце 1920-х работал учителем в школе с. Паратмары Козьмодемьянского кантона Марийской автономной области. В 1931 г. — корректором в горномарийской секции Центрального издательства народов СССР. В 1931—1934 гг. — в Учебно-педагогическом государственном издательстве. В эти годы (1932—1935 гг.) перевёл с русского языка на горномарийский язык 13 книг, сохранившихся в фондах Российской государственной библиотеки, Российской национальной библиотеки и Национальной библиотеки Республики Марий Эл им. Чавайн, Сергей Григорьевич. В 1934—1935 гг. работал агентом в Государственном союзном тресте санитарно-технических работ. В 1937 г. — учителем в школе с. Осташево Осташевского района Московской области. В 1940 г. сменил имя и фамилию на Виталий Нолг («нолгы» с горномарийского языка переводится как «ильм»). В годы Великой Отечественной войны — в колхозе деревни Цыганово (Средняя Вершина Сумки) или в соседнем посёлке Юрино. В 1944 г. — счетоводом в с. Тарутино Калужской области.

## Основные переводы
- Эпштэйн М. С. Польитьэхньизм школы вэрц (За политехническую школу). М., 1932. Совместно с С. Г. Гавриловым (Эпиным).
- Тайц, Яков Моисеевич. Сигнал пушын шайжы (Рассказ сигналиста). М., 1932.
- Толстой, Лев Николаевич. Звэрвла гишан шайыштымашвла (Рассказы о животных). Перевод А. А. Дьэньисова (Р. Денисова). Художник Ватагин, Василий Алексеевич. М., 1935.